# Nyelvi revitalizáció
A nyelvi revitalizáció olyan, szervezetek, kulturális vagy közösségi csoportok, kormányok vagy politikai szervezetek által szervezett törekvés, melynek célja holt vagy veszélyeztetett nyelvek újból élővé, aktívvá tétele, hogy a nyelv újból a mindennapi használat útjára lépjen.
Ennek a folyamatnak talán a legjobb példája a héber nyelv esete, mely napjainkban élő nyelv és Izrael hivatalos nyelve. Más hivatalos törekvések is történtek az elmúlt évtizedekben, ilyen például az ír nyelv felemelése Írországban, vagy a walesi nyelvé Walesben, a kataláné Katalóniában.
Az alábbi nyelvek esetében lehet találkozni revitalizációs törekvésekkel (a teljesség igénye nélkül):
| - Ainu - Baszk - Belarusz - Breton - Chinuk Wawa - Cocama - Komancs - Kopt - Korni - Feröeri - Galego - Hakka - Hawaii - Ír gael - Jiddis | - Katalán - Leoni - Manx - Maori - Mirandese - Nyugat-fríz - Romans nyelv - Sanghaji - Scots - Skót gael - Számi nyelvek - Szanszkrit - Tlingit - Walesi |  |